# El monstruo (película)
El monstruo es una película italiana filmada en 1994, dirigida por Roberto Benigni, basada en el guion escrito por el mismo Benigni en colaboración con Vincenzo Cerami, coautor del libro homónimo.

## Argumento
Loris (Roberto Benigni) es un joven desempleado que vive en un pequeño departamento propiedad del Señor Roccarotta (Jean-Claude Brialy), el administrador del edificio, quien pretende alquilar el departamento de Loris a personas que puedan pagarlo. En la misma ciudad existe un maniático sexual que asesina y descuartiza a mujeres de todo tipo (jóvenes, ancianas, monjas, etc.). Una serie de malentendidos llevan a sospechar que Loris es ese maníaco (de ahí el nombre de «El monstruo»). Se ha organizado una misión especial para tratar de atraparlo por medio de una policía encubierta, Jessica Rossetti (Nicoletta Braschi), quien buscará provocarlo sexualmente para poder arrestarlo in fraganti.

## Recepción
En Rotten Tomatoes, la película tuvo una calificación del 40% basada en las opiniones de diez críticos.

## Ingresos
Estrenada el 22 de octubre de 1994 en los cines italianos, la película recaudó más de 35 mil millones de liras (alrededor de 18 millones de euros), convirtiéndose en un éxito de taquilla absoluto en la temporada 1994/1995 frente a The Lion King de Disney y la película ganadora del Óscar Forrest Gump.

## Elenco
- Roberto Benigni: Loris
- Michel Blanc: Páride Taccone
- Nicoletta Braschi: Jessica Rossetti
- Dominique Lavanant: Yolanda, la esposa de Taccone
- Jean-Claude Brialy: Administrador Roccarotta
- Laurent Spielvogel: Comisario Frustalupi
- Ivano Marescotti: Pascucci
- Franco Mescolini: Profesor de chino
- Luciana Pieri Palombi: Claudia
- Vittorio Amandola: Ruggero, vendedor de antigüedades